# Roncus jagababa
Espèce
Roncus jagababa est une espèce de pseudoscorpions de la famille des Neobisiidae.

## Distribution
Cette espèce est endémique de Slovénie. Elle se rencontre dans la Planica à Kranjska Gora.

## Publication originale
- Ćurčić, 1988 : Cave-dwelling pseudoscorpions of the Dinaric karst. Slovenska Akademija Znanosti in Umetnosti, Ljubljana, p. 1-192.